# ناحیه لودهران
ناحیه لودهران (به انگلیسی: Lodhran District) یکی از ناحیه‌های پاکستان در پاکستان است که در پنجاب واقع شده‌است. ناحیه لودهران ۱٬۷۹۰ کیلومتر مربع مساحت و ۱٬۷۰۰٬۶۲۰ نفر جمعیت دارد.